# دوملن
دوملن (به هلندی: Dommelen) یک منطقهٔ مسکونی در هلند است که در فالکنس‌وارد واقع شده‌است. دوملن ۹٬۳۸۷ نفر جمعیت دارد.